# نحلاؤوت
نحلاؤوت هي منطقة تتألّف من 23 حيًا من أحياء الفناء اليهودية تقع في وسط مدينة القدس في فلسطين وتحيط بسوق محانيه يهودا.
تشتهر منطقة نحلاؤوت بممراتها الضيقة والمتعرجة ومساكنها القديمة وساحاتها الخفية والعديد من المعابد الصغيرة. وتشمل الأحياء الواقعة ضمن المنطقة أحياء بيت ياكوف، وإيفين يسرائيل (الذي تأسس عام 1975 وهو أقدم أحياء المنطقة)، وبتاي راند، وبتاي رايدي، وكنيست يسرائيل، ومحانيه يهودا، ومزكريت موشيه، ومشكينوت يسرائيل، ونحلاؤوت عحيم، ونحلاؤوت صهيون، ونفيه بتسلئيل، ونفيه شالوم، وأوهيل موشيه، وشفيت عحيم، وشيفيت تسيديك، وسكة شالوم، وزخرون توفيا، وزخرون ياكوس، وزخرون طوفيا. تعني كلمة "نحلاؤوت" باللغة العبرية التُراث أو التركة.

## لمحة تاريخية
أنشئت الأحياء التي تتكون منها منطقة نحلاؤوت في أواخر سبعينيات القرن التاسع عشر خارج أسوار البلدة القديمة في القدس، والتي أصبحت مكتظة بشكل متزايد وغير صحية. كان حي إيفين يسرائيل أول هذه الأحياء التي بُنيت، والذي بُني عام 1875 ليكون الحي السادس خارج أسوار البلدة القديمة في القدس. وقد اشتق اسم المنطقة من هذه الآية التوراتية التي وردت في سفر التكوين (تكوين 49:24): 
ولكن قوسه كان ثابتًا، وذراعا يديه طريتان بيد يعقوب الجبار، من هناك، من الراعي، حجر اسرائيل. 
تتوافق القيمة العددية للحجر حتى بالعبرية أيضًا مع 53 منزلًا تم تشييدها لأول مرة هناك. أنشئ حيّ مشكنوت يسرائيل في نفس العام في جهة الغرب من حي إيفين يسرائيل، وهو الحي الثاني في نحلاؤووت، وقد استوحي اسمه من آية كتابية في سفر العدد (عدد 24: 5) تقول: 
"ما أحسن خيامك يا يعقوب مساكنك يا إسرائيل". 
تأسس بعد ذلك حي مزكيرت موشيه على يد السير موشي مونتفيوري عام 1882 كحي أشكنازي. أما أوهيل موشيه فهو حي سفاردي تم إنشاؤه بجانب الحي الأول.
نشأ الرئيس الإسرائيلي السابق إسحاق نافون في بلدة أوهيل موشيه، وكان الحي مصدر إلهام لمسرحيته التي حملت عنوان "بستان السفاردي". كما عاشت عائلة بناي، وهي عائلة مشهورة من الممثلين والمغنين في نحلاؤووت. وفي عام 1900 استقرت جالية يهودية سورية في نحلاؤووت، وبنت كنيس عدس، الذي اكتمل بناؤه في عام 1901.
يقع سوق محانيه يهودا الخارجي في القدس بالقرب من نحلاؤووت. ولقد عاش الحاخام أرييه ليفين المعروف باسم "حاخام الأسرى" لزيارته لأعضاء الحركة السرية اليهودية المسجونين في المجمع الروسي، في مشكينوت يسرائيل. ونحلاؤووت عهيم، وجنوب رحوف بتسلئيل، وتأسست للجالية اليمنية اليهودية في عام 1925. وفي أعقاب عمليات التطوير التي شهدتها المنطقة، ارتفعت أسعار المساكن بشكل حاد.

## المؤسسات الدينية
كانت منطقة نحلاؤوت في وقت من الأوقات تضم عددًا من المعابد اليهودية أكثر من أي مكان آخر في العالم، فقد بلغ عددها في المنطقة حوالي 300 داخل دائرة نصف قطرها بضع بنايات فقط. كانت بعض هذه المعابد تتألف فقط من غرفة صغيرة لا تتسع مساحتها سوى لحوالي 12 من المصلين فقط. أما الآن فتضم منطقة نحلاؤوت كنيس عدس، ومصلى عدس، والمجتمع الحلبي السوري، بالإضافة إلى المعابد الموجودة في حي الكنيست مثل ألف بيس راشيل، وفي أحياء بتاي راند وبتاي برويدي وفقًا لتقاليد القدس القديمة، وتلك الخاصة بأتباع فيلنا غاون ومعابد الحسيديم.
كان كنيس أور زاروا الذي أسسه الحاخام عمرام أبورباح في عام 1926 لجماعة معارفييم اليهودية بمثابة مدرسة دينية للطلاب المتدينين. تم إعلان المبنى الواقع في شارع 3 شموئيل رفائيلي في حي نحلاؤوت عاشيم موقعًا تاريخيًا للمحافظة عليه في عام 1989، تحت حماية التراث الثقافي. عين الحاخام بن صهيون مئير هاي عوزيئيل، الحاخام الرئيسي لإيريز إسرائيل، أبوربه حاخامًا رئيسيًا لحي نحلاؤوت بدءًا من عام 1924 وحتى عام 1951. وخلفه الحاخام رحميم ليفي الذي شغل منصب راف ناكلوت حتى عام 2013. يقيم مجتمع الرومانيوت في القدس خدماته الدينية في كنيس بيت أفراهام فيأوهيل ساره لي كهيلات إيوانينا الموجود أيضًا في منطقة نحلاؤوت.

## المعالم الثقافية
افتتح مركز جيرارد بيهار الذي كان يُعرف سابقًا باسم بيت هام في عام 1961. وكان مكانًا لمحاكمة أدولف أيخمان في عام 1961 قبل أن يتم تجديده في عام 1983 وتحويله إلى مركز للفنون.
كان معرض باربور عبارة عن مساحة غير ربحية افتتحت في الأصل في منطقة نحلاؤوت لاستضافة الفن والفنانين المعاصرين، ولتقديم معارض متغيرة وعروض موسيقية وعروض أفلام وفن فيديو ومحاضرات فنية. وفي عام 2020 نُقل المعرض إلى حي مامن الله القريب.

## السكان البارزون
- عمرام أبورباح: الحاخام الأكبر لنحلاؤوت في الفترة ما بين عامي (1925-1951).
- إيهود بناي: مغني وكاتب أغاني من مواليد 1953.
- يوسي بناي: مغني وممثل وكاتب مسرحي عاش في الفترة ما بين عامي (1932-2006).
- عوزي برعام: عضو كنيست سابق ووزير في الحكومة الإسرائيلية من مواليد عام 1937.
- أليكس كلير: المغني وكاتب الأغاني الإنجليزي الذي انتقل إلى القدس في عام 2015.
- أرييه ليفين: حاخام أرثوذكسي يُلقب بأبي السجناء عاش في الفترة ما بين عامي (1885-1969)
- مايكل ليفين: مظلي أمريكي إسرائيلي عاش في الفترة ما بين عامي (1984-2006).
- رامي ليفي: مؤسس ومالك ثالث أكبر سلسلة سوبر ماركت للبيع بالتجزئة في إسرائيل وهو من مواليد عام 1955.
- عوزي نركيس: جنرال إسرائيلي عاش في الفترة ما بين عامي (1925-1997).
- إسحاق نافون: رئيس إسرائيل السابق، وسياسي ودبلوماسي ومؤلف عاش في الفترة ما بين عامي (1921-2015).[12]
- يوسف قفيف: سلطة يمنية إسرائيلية في الشريعة اليهودية عش في الفترة ما بين عامي (1917-2000).
- آرون راسيل: مغني وموسيقي من مواليد عام 1974.[13]
- يوناتان راسيل: مغني وموسيقي أمريكي إسرائيلي من مواليد عام 1973.[14][15]
- يوسف ريفلين: حاخام ومؤسس حي عاش في الفترة ما بين عامي (1838-1897).

## معرض الصور

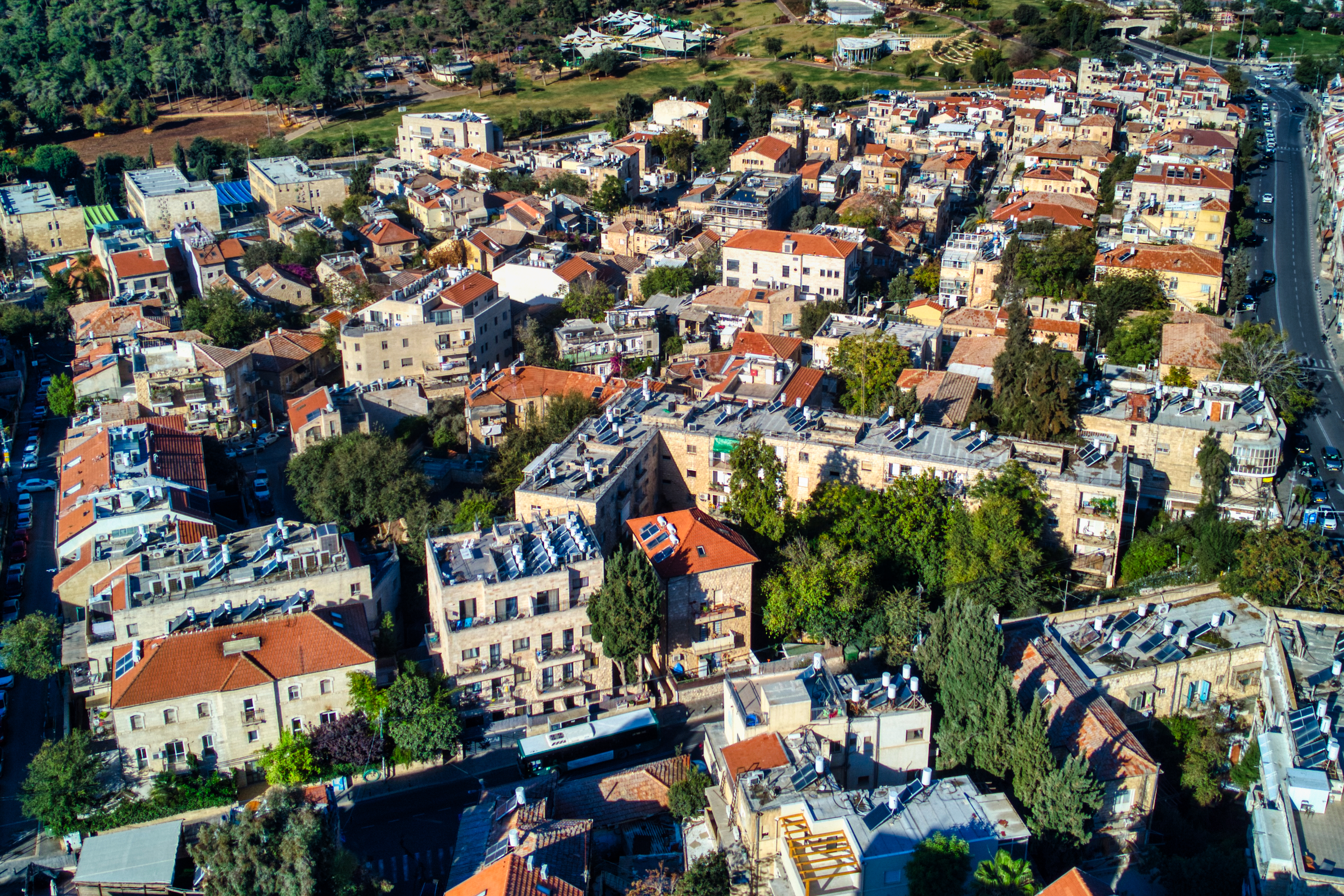
أحياء نحلاؤوت الواقعة في جنوب شارع بتسلئيل
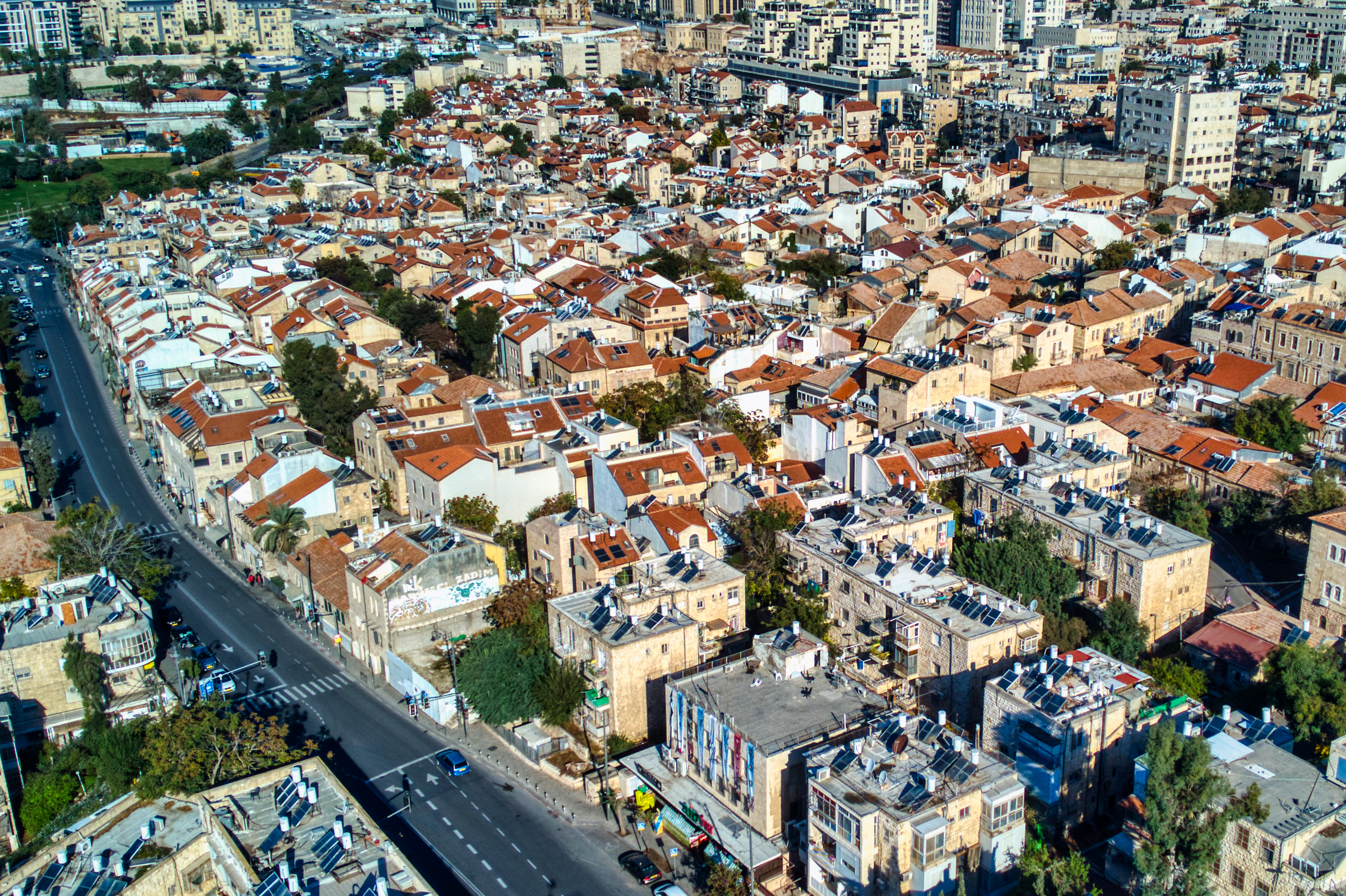
نحلاؤوت، تشرين الثاني (أكتوبر) 2022
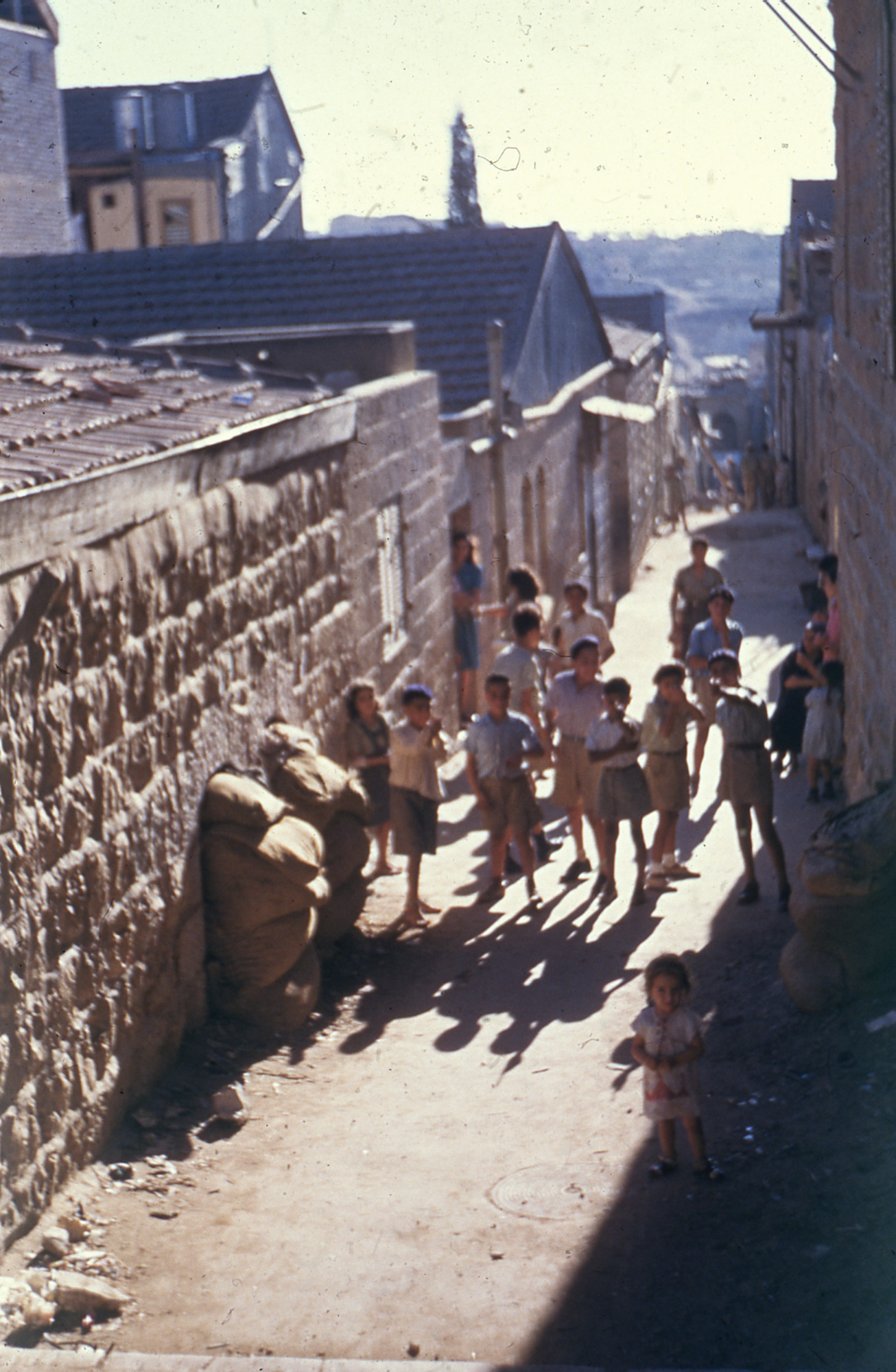
أطفال يلعبون في شوارع منطقة نحلاؤوت أثناء حصار القدس في عام 1948
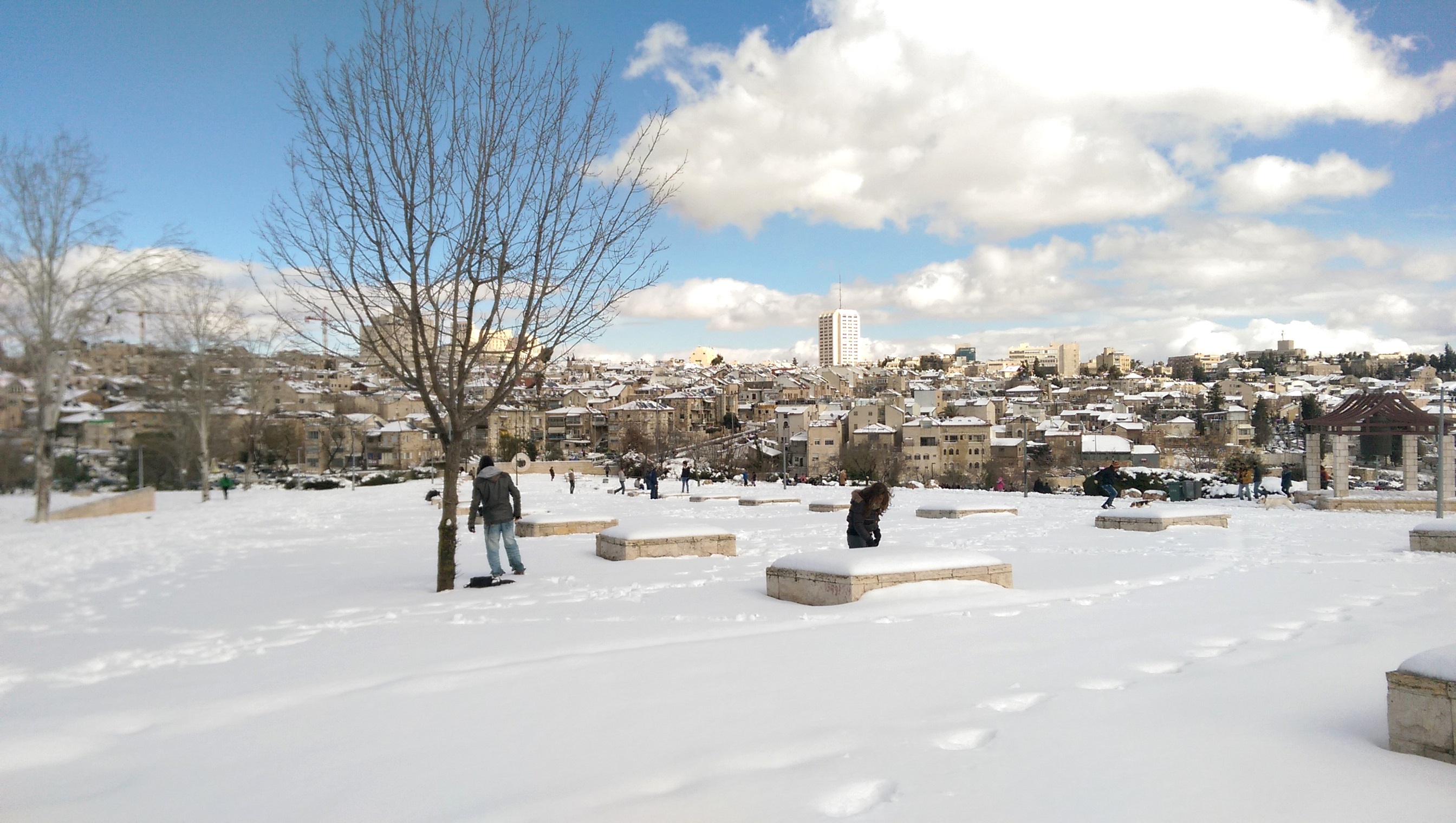
منظر منطقة نحلاؤوت تحت الثلج في عام 2015
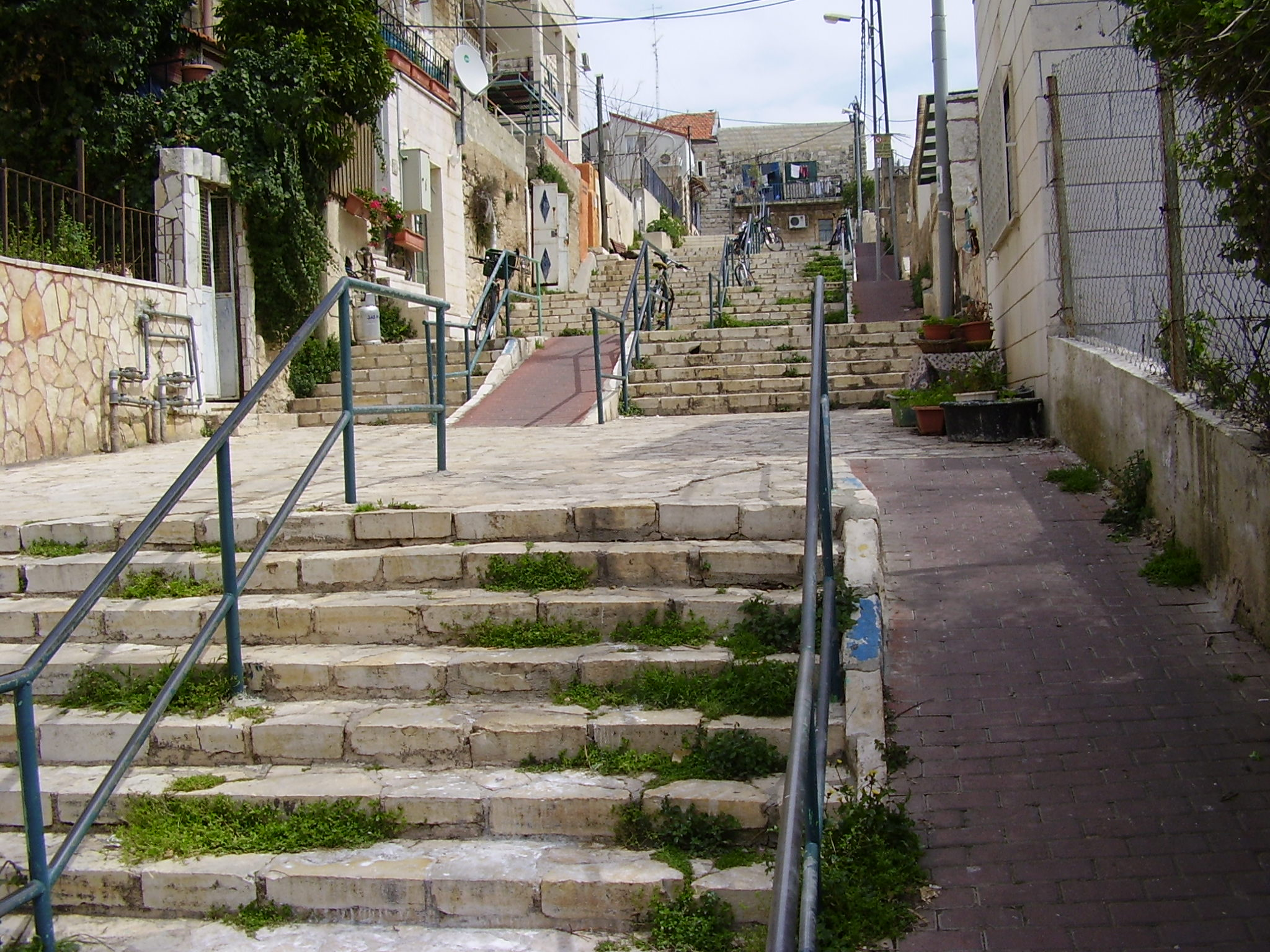
شارع الدرج في نحلاؤوت
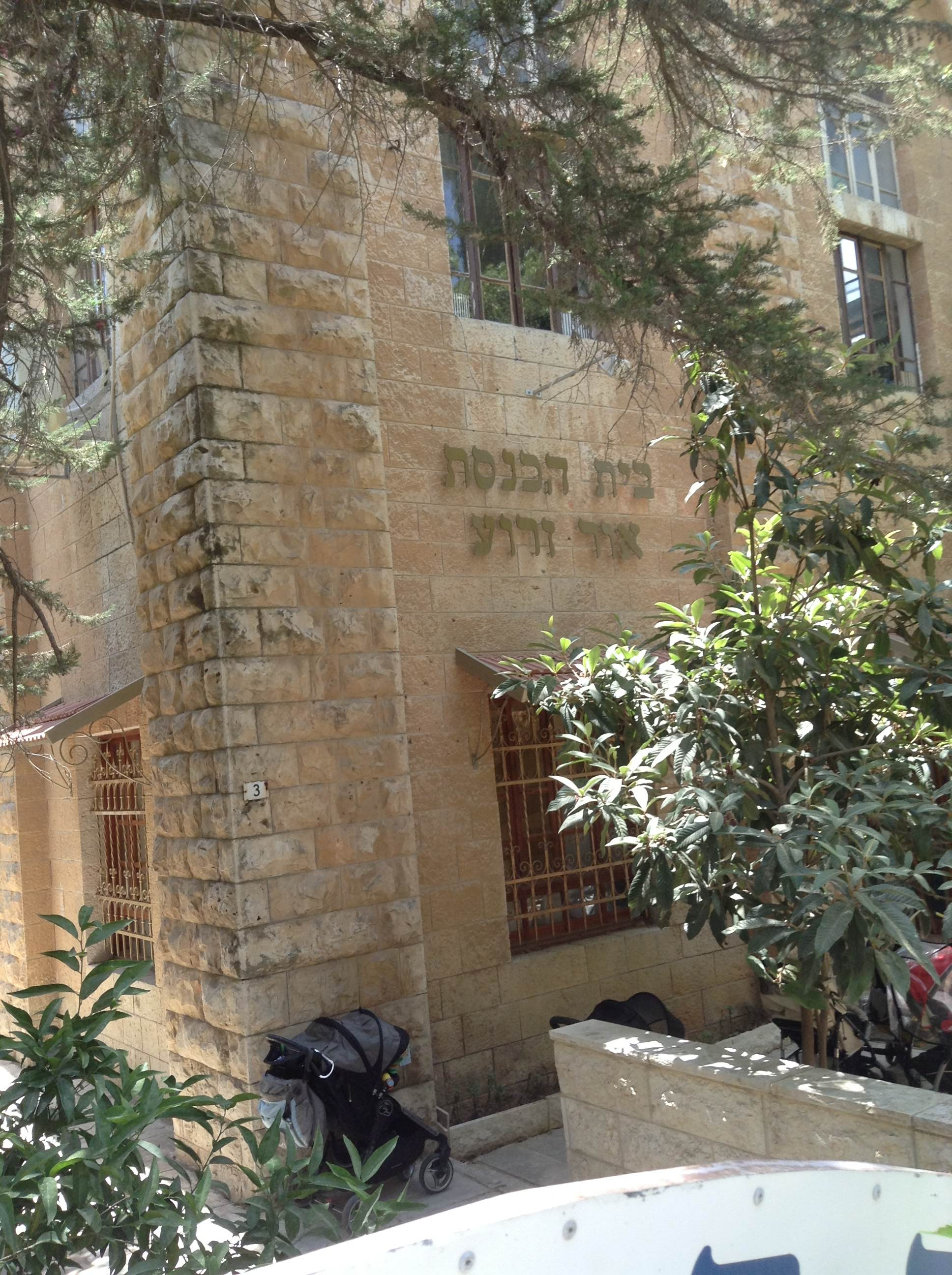